# レッスルマニア39
レッスルマニア39 (WrestleMania 39) はWWEが主催するペイ・パー・ビューイベント、かつ年間最大で世界最大のプロレスイベントレッスルマニアの第39回大会。2023年4月1・2日にカリフォルニア州イングルウッドのSoFiスタジアムで開催された。4年連続2日間開催となる。

## 概要

### ストーリー
レッスルマニア38では、WWEから6年間離れていたコーディ・ローデスがサプライズ復帰。同大会では、WWEユニバーサル王座を保持するローマン・レインズが、WWE王座を保持するブロック・レスナーに勝利し、WWE統一ユニバーサル王者となった。レッスルマニア後のロウでローデスは「自分のためだけでなく、一度も王座を獲得できなかった亡き父ダスティのためにもWWE王座を獲得するために復帰した」と述べた。6月、ローデスは胸筋を負傷し、数カ月間欠場することになった。2023年のロイヤルランブルで、ローデスは復帰し、男子ロイヤルランブル戦に勝利。レインズとのレッスルマニア39でのWWE統一ユニバーサル王座の挑戦権を獲得した。ローデスは家族の名誉のために王座を獲得するという目標だったが、レインズの特別顧問を務めるポール・ヘイマンにダスティの最後の言葉は「コーディは自分のお気に入りの息子だが、ダスティが育てたレインズは自分がいつも欲しかった息子だ」と言われ、怒りをあらわにした。その後、ローデスは3月3日放送のスマックダウンに登場し、初めてレインズと直接対峙。ローデスは「自分のキャリアを通して、常に困難を乗り越えてきた。そしてレッスルマニアで再びそれを成し遂げるだろう」と主張すると、レインズはヘイマンが言ったことを補強し、ローデスに「レッスルマニアでダスティが自分の息子に教えなかったことがあれば、レインズが教えてやる」と返答した。
ロイヤルランブル2023で、ロウのリア・リプリーが女子ロイヤルランブル戦に勝利し、レッスルマニア39で自分が選んだ女子王座への挑戦権を獲得した。翌日のロウで、彼女はシャーロット・フレアーが持つスマックダウン女子王座への挑戦を選択した。両者は2020年のレッスルマニア36で対戦しており、その年の女子ロイヤルランブル戦で勝利したフレアーがNXT女子王座を持つリプリーを選択し勝利した。これにより、女子としては初となるレッスルマニアでの再戦となった。
前述の女子ロイヤルランブル戦勝者のリプリーがスマックダウン女子王座を選択したため、レッスルマニア39でのビアンカ・ベレアが持つロウ女子王座への挑戦者を決めるべく、エリミネーション・チェンバー2023でエリミネーション・チェンバー戦を行った。この試合はアスカが勝利し、挑戦権を獲得した。
2月20日放送のロウで、オモスとマネージャーのMVPは、2日前のエリミネーション・チェンバーでのブロック・レスナーとボビー・ラシュリーの試合を取り上げた。MVPはレスナーを「臆病者」と呼び、レスナーはラシュリーのハートロックを破ることが出来ないことを知っていたため、わざと反則を犯したと主張した。そして、MVPは翌週のロウにレスナーを招待し、レッスルマニア39でのオモスとの試合と提案。同日、レスナーが提案を承諾したことで、両者の試合が正式に決定した。
3月3日放送のスマックダウンでは、翌週にドリュー・マッキンタイア、LA・ナイト、シェイマス、コフィ・キングストン、カリオン・クロスの5人によるフェイタル・ファイブ・ウェイ戦が発表された。勝者はレッスルマニア39でグンターの持つインターコンチネンタル王座の挑戦権を獲得する。3月9日、キングストンがケガで離脱したためニュー・デイとしてのタッグパートナーであるエグゼビア・ウッズが代わりに出場することが発表された。試合ではダブルピンフォールが発生し、マッキンタイアとシェイマスが共同勝者に選ばれた。その後、この2人は翌週に真の挑戦者を決めるべく対戦することが発表された。しかし、この試合はグンター率いるインペリアム (グンター、ルドヴィク・カイザー & ジョバンニ・ヴィンチ)が両者を攻撃したため無効試合となった。その後、WWE公式のアダム・ピアースは、グンターがレッスルマニア39でマッキンタイアとシェイマス両者を相手にトリプルスレット形式で王座戦を行うことを決定した。
2022年4月以来、オースティン・セオリーとジョン・シナはソーシャルメディア上でお互いの対戦を示唆していた。2022年6月27日放送のロウで行われたシナのデビュー20周年記念式典で2人は一時的に対面。そこでセオリーはシナを嘲笑し「もう連絡は不能だ」と発言した。2023年2月に行われたエリミネーション・チェンバー2023で、セオリーはWWE US王座を防衛。その後の記者会見で、セオリーは「誰もが自分の業績ではなく、シナのことについてを聞いてくる」と怒りをあらわにした。3月6日放送のロウでシナが復帰することが発表された後、セオリーは「シナを暖かく迎え入れる」と発言した。セオリーは同放送でシナと対戦、その後「シナは自分にとってインスピレーションを与えてくれる存在だ」と主張し、さらにレッスルマニア39でWWE US王座を賭けて自身と対戦するよう提案したが、シナはセオリーがまだ準備不足と感じたため、これを拒否した。しかし、セオリーの説得によりシナは地元ボストンの観客に決断を委ね、前述の試合での歓声を受け、シナは挑戦を承諾した。
ロイヤルランブル2023では、2022年11月のクラウンジュエル以来、ケガで欠場中のローガン・ポールが男子ロイヤルランブル戦の出場選手としてサプライズ復帰し、セス・"フリーキン"・ロリンズを敗退させた。その後、ロリンズはインタビューでポールの悪口を言い始め「ポールがWWEにいることを望んでいない」と発言した。エリミネーション・チェンバー2023では、エリミネーション・チェンバー形式のUS王座戦において、ポールはチェンバーに忍び込んでロリンズを攻撃しロリンズは同試合に敗北した。3月6日放送のロウで、ポールはロリンズの招待を受け登場、ロリンズはレッスルマニア39での対戦を希望したが、ポールは「タダでは戦わない」とこれを拒否した。しかしその後、レッスルマニア39の司会者であるザ・ミズが、この試合を正式に行うことができると主張し、後に正式決定された。ポールは自身のポッドキャスト「Impulsive」で、この試合は第1夜に行われると明言した。
2022年7月のサマースラムでは、ベッキー・リンチの試合後にケガで欠場中のベイリーがダコタ・カイ、イヨ・スカイを引き連れて復帰を果たした。その後、リンチはベイリー、カイ、スカイの攻撃により休養することになり、3人はダメージ・コントロールと名付けられたグループを結成した。リンチは11月に復帰し、サバイバー・シリーズ: ウォーゲームズのウォーゲームズ戦でチームを率いてダメージ・コントロールに勝利した。その後数週間、ダメージ・コントロールはリンチを狙い続け、2023年2月6日放送のロウで、リンチとベイリーのスティール・ケージ戦の最中にWWE殿堂者であるリタが乱入しカイとスカイの試合介入を防いだおかげもあり、試合はリンチが勝利した。その後、リンチとリタは2月27日放送のロウでWWE女子タッグチーム王者組のカイ、スカイと対戦。試合は同じくWWE殿堂者であるトリッシュ・ストラタスが乱入しベイリーの試合介入を防いだおかげもあり勝利、同王座を獲得した。翌週、2019年のサマースラムで引退していたストラタスは、レッスルマニア39で自分とリンチとリタの3人でダメージ・コントロールとの6人タッグチーム戦を提案し、ダメージ・コントロールはそれを受け入れた。
レッスルマニア38では、エッジがダミアン・プリーストの協力もあり、試合に勝利。その後、2人はザ・ジャッジメント・デイと名付けられたグループを結成した。その後数ヶ月間で、リア・リプリーとフィン・ベイラーもこのグループに加わった。しかし6月、ベイラー、プリースト、リプリーの3人はエッジに反旗を翻し攻撃、エッジをグループから追放した。9月には、ドミニク・ミステリオが加入した。エッジはその後数ヶ月間、ジャッジメント・デイとの抗争を続け、妻のベス・フェニックスと組んでエリミネーション・チェンバー2023でベイラー、リプリーとの男女混合タッグチーム戦に勝利した。翌週のロウで、エッジはジャッジメント・デイとの抗争は終わったと感じていたが、ベイラーの妨害によりUS王座戦に敗北した。翌週、ベイラーは「自分たちの確執は終わっていない」と発言し、エッジにレッスルマニア39での試合を提案した。翌週のロウで、今度はエッジがベイラーの試合を妨害して敗北させ、ベイラーに次回のロウで二人きりで会うよう提案。そこで2人はレッスルマニア39でのヘル・イン・ア・セル戦に合意した。エッジは"デーモン"となったベイラーとの対戦を希望した。
3月17日放送のスマックダウンで、レッスルマニア39では「レッスルマニア・ショーケース」として2試合が行われること、同試合は男女各1試合のフェイタル・フォー・ウェイ・タッグチーム戦となることが発表された。その夜、女子ショーケースの予選が行われリヴ・モーガンとラケル・ロドリゲスは、ティーガン・ノックスとエマを破り、予選を通過した。3月24日放送のスマックダウンで、女子ショーケースマッチの予選が行われた。ナタリアとショッツイは、ザイア・リーとレイシー・エヴァンスを破り、予選を通過した。試合後、ロンダ・ラウジーとシェイナ・ベイズラーが登場し、予選なしでのショーケースマッチへの参加をした。3月27日、最後のショーケース予選では、ソーニャ・デビルとチェルシー・グリーンが予選を通過し、4チームすべてが発表された。
男子ショーケースは、3月20日にブラウン・ストローマンとリコシェ、ザ・ヴァイキング・レイダーズ (エリク & アイヴァー)、ザ・ストリート・プロフィッツ (アンジェロ・ドーキンス & モンテズ・フォード)、アルファ・アカデミー (チャド・ゲイブル & オーティス)の4チーム全てが発表されたため、予選は行われなかった。
2020年の後半から、ケヴィン・オーウェンズはザ・ブラッドラインと抗争を繰り広げていた。2022年11月のサバイバー・シリーズ: ウォーゲームズで、オーウェンズは親友で2022年半ばにブラッドラインに名誉会員として加入したサミ・ゼインを含むブラッドラインと対戦。試合はゼインがオーウェンズを裏切り、ブラッドラインが勝利を収めた。ロイヤルランブル2023でブラッドラインのリーダー、ローマン・レインズがオーウェンズを破った後、ブラッドラインのメンバー、ジ・ウーソズ (ジェイ・ウーソ & ジミー・ウーソ)とソロ・シコアがオーウェンズを攻撃。ゼインは不安そうにその様子を見守っていた。レインズはゼインにイスでオーウェンズを攻撃するよう命じたが、ゼインはレインズに反旗を翻し、代わりにレインズを攻撃した。ゼインは親しくなったジェイに謝罪したが、残りのレインズ、ジミー、シコアがゼインを攻撃。感情的になったジェイは命令を無視してリングを去ったが、残りのメンバーは攻撃を継続した。この結果、エリミネーション・チェンバー2023でレインズとゼインの試合が行われ、レインズが勝利。試合後、オーウェンズは不在のジェイを除くブラッドラインがゼインを攻撃するのを阻止した。翌日のロウでゼインは「自分とオーウェンズには良くも悪くも長い歴史があるが、ブラッドラインを倒すために協力するべきだ」と発言。オーウェンズは「ただ(観客として来ていた)家族が目の前で破壊されていくゼインを見なくて済むよう手助けしただけだ」と発言し、ゼインに一人で戦い続けることをアドバイスした。それから数週間、ゼインはレインズが自分たちを操っているとウーソズを説得しようとした。ジミーは家族への忠誠心を保つ一方、ジェイの疑念は3月6日放送のロウまで続いた。ジェイは一時はゼインに味方したように見えたが、「ゼインは家族ではない」と最終的には敵対した。翌週、レインズのレッスルマニアでの対戦相手、コーディ・ローデスがオーウェンズとゼインの問題解決に協力しようとしたが、オーウェンズは拒否。しかし同日、オーウェンズはウーソズに待ち伏せ攻撃を受けているゼインを助け、オーウェンズとゼインは抱き合い、問題は修復された。3月20日放送のロウで、ウーソズはオーウェンズとゼインの挑戦を受け入れ、レッスルマニア39でWWE統一タッグ王座を賭けて対戦することになった。
2022年9月のクラッシュ・アット・ザ・キャッスルで、ドミニクは、エッジをローブローで攻撃をした直後だった。ドミニクを止めに入った父レイが、クローズラインでドミニクに裏切られた。会場は、ざわついた。その後、ドミニクは、レイとの対戦を希望した。だがレイは、拒否。レイは、ジャッジメント・デイからの攻撃を避けるため、レイは、スマックダウンは、移動。しかし、レイは男子ロイヤルランブルの試合に出場することになっていたが、入場曲が鳴っても出で来ないのだ。続いて登場した息子ドミニクは、父レイのマスクを持ち出し、搭乗時に破るパフォーマンスを見せた。3月10日放送のスマックダウンで、レイは、2023年のWWE殿堂に迎えられた。レイは、翌週、殿堂入りのショーのために、「ドミニクがそばにいてほしい」と言ったが、ドミニクは、話を変えて、レッスルマニアでの例への挑戦希望だった。3月24日のスマックダウンで、妻アンジー、ドミニクの妹アーリヤがレイの試合に出席していたが、ドミニクが攻撃したことによりレイは、LAナイトに敗北。その後、ドミニクは、母と妹の座っている客席のほうへと向かった。妻アンジーとドミニクは、言い合いとなった。「うるさい」という言葉にレイは、反応し、ドミニクの元へ向かった。レイは、ドミニクに攻撃し、レッスルマニアでの試合を設立した。

## 試合
第一夜
| No.                                        | 結果 | 試合形式                                | 時間  |
| ------------------------------------------ | --- | --------------------------------------- | ----- |
| 1                                          | ○オースティン・セオリー (c) vs. ジョン・シナ● | WWE US王座戦                            | 11:20 |
| 2                                          | ○ザ・ストリート・プロフィッツ (アンジェロ・ドーキンス & モンテス・フォード) vs. ブラウン・ストローマン & リコシェ● vs. ザ・バイキング・レイダーズ (エリック & アイバー) vs. アルファ・アカデミー (チャド・ゲイブル & オーティス) | フェイタル4ウェイ形式男子タッグチーム戦 | 8:30  |
| 3                                          | ○セス・"フリーキン"・ロリンズ vs. ローガン・ポール● (with KSI) | シングル戦                              | 16:15 |
| 4                                          | ○ベッキー・リンチ, リタ & トリッシュ・ストラタス vs. ダメージ・コントロール● (ベイリー, ダコタ・カイ & イヨ・スカイ) | 女子6人タッグチーム戦                   | 14:40 |
| 5                                          | ○レイ・ミステリオ vs. ドミニク・ミステリオ● | シングル戦                              | 14:55 |
| 6                                          | ●シャーロット・フレアー (c) vs. リア・リプリー○ | WWEスマックダウン女子王座戦             | 23:35 |
| 7                                          | ○パット・マカフィー vs. ザ・ミズ● | シングル戦                              | 3:40  |
| 8                                          | ●ジ・ウーソズ (c) (ジェイ・ウーソ & ジミー・ウーソ) vs. ケビン・オーエンズ & サミ・ゼイン○ | WWE統一タッグ王座戦                     | 24:15 |
| - (c) – 試合開始時点でのチャンピオンを指す | |                                         |       |

第二夜
| No.                                        | 結果 | 試合形式                                            | 時間  |
| ------------------------------------------ | --- | --------------------------------------------------- | ----- |
| 1                                          | ○ブロック・レスナー vs. オモス● (with MVP) | シングル戦                                          | 4:55  |
| 2                                          | ○ロンダ・ラウジー & シェイナ・ベイズラー vs. リヴ・モーガン & ラケル・ロドリゲス● vs. ナタリア & ショッツィ vs. ソーニャ・デビル & チェルシー・グリーン | フェイタル4ウェイ形式女子タッグチーム戦             | 8:25  |
| 3                                          | ○グンター (c) vs. ドリュー・マッキンタイア● vs. シェイマス                                                                                              | トリプルスレッド形式WWEインターコンチネンタル王座戦 | 16:40 |
| 4                                          | ○ビアンカ・ベレア (c) vs. アスカ● | WWEロウ女子王座戦                                   | 16:05 |
| 5                                          | ○スヌープ・ドッグ vs. ザ・ミズ● | シングル戦                                          | 2:20  |
| 6                                          | ○エッジ vs. "ザ・デーモン"・フィン・ベイラー● | ヘル・イン・ア・セル戦                              | 18:10 |
| 7                                          | ○ローマン・レインズ (c) (with ポール・ヘイマン & ソロ・シコア) vs. コーディ・ローデス●                                                                  | WWE統一ユニバーサル王座戦                           | 34:35 |
| - (c) – 試合開始時点でのチャンピオンを指す | |                                                     |       |